# Conde de Worcester

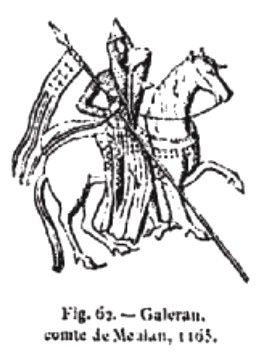
Waleran de Beaumont, 1.º Conde de Worcester.

Conde de Worcester é um título que foi criado cinco vezes no Pariato da Inglaterra. Worcester é uma cidade catedral em Worcestershire, Inglaterra.

## Cinco criações
A primeira criação ocorreu em 1138 em favor do nobre normando Waleran de Beaumont. Ele era filho de Robert de Beaumont, 1.º Conde de Leicester, com Elizabeth de Vermandois, e irmão gêmeo de Robert de Beaumont, 2.º Conde de Leicester. Assim como seu pai e seu irmão, ele também possuía o título de Conde de Meulan na nobreza francesa. O condado de Worcester aparentemente foi extinto após sua morte em 1166.
A segunda criação ocorreu em 1397 em favor do comandante militar e governador Thomas Percy. Ele era o filho mais novo de Henry de Percy, 3.º Barão Percy, e Mary de Lancaster, e irmão de Henry Percy, 1.º Conde de Northumberland. Ele lutou na Guerra dos Cem Anos por Ricardo II, contra quem mais tarde se rebelou. Após a Batalha de Shrewsbury, ele foi decapitado por traição e teve suas honras perdidas, embora não tivesse descendência.
A terceira criação ocorreu em 1420 em favor de Richard Beauchamp, 2.º Barão Bergavenny. Ele era filho de William de Beauchamp, filho mais novo de Thomas de Beauchamp, 11.º Conde de Warwick e Katherine Mortimer. William de Beauchamp foi convocado ao Parlamento como "Willilmo Beauchamp de Bergavenny" em 23 de julho de 1392, tornando-se Barão Bergavenny. O condado de Worcester foi extinto com a morte de seu primeiro titular em 1422, enquanto a baronia foi passada para sua filha e única filha, Elizabeth.
A quarta criação ocorreu em 1449 em favor de John Tiptoft, 2.º Barão Tiptoft, um notável estudioso e, às vezes, favorito de Eduardo IV. Depois que os Lancaster foram restaurados ao poder sob Henrique VI, Worcester foi capturado e decapitado, com seus títulos perdidos. Entretanto, elas foram restauradas no ano seguinte em favor de seu segundo e único filho sobrevivente, Edward. Eduardo morreu jovem em 1486. Com sua morte, o condado foi extinto, enquanto a baronia foi extinta ou ficou em suspenso entre suas tias. A baronia de Tiptoft foi criada em 7 de janeiro de 1426, quando o pai do primeiro conde, John Tiptoft, foi convocado ao Parlamento. Anteriormente, ele atuou como Presidente da Câmara dos Comuns e Alto Tesoureiro.
A quinta criação ocorreu em 1514 em favor de Charles Somerset, filho legitimado de Henry Beaufort, 3.º Duque de Somerset. O quinto conde foi feito marquês de Worcester em 1643 e o terceiro marquês duque de Beaufort em 1682. Veja o último título para mais informações sobre esta criação.

## Lista de Condes

### Condes de Worcester; Primeira criação (1138)
- Waleran de Beaumont, 1.º Conde de Worcester (1104 – 1166)

### Condes de Worcester; Segunda criação (1397)
- Thomas Percy, 1.º Conde de Worcester[1] (1343 – 1403) (perda)

### Condes de Worcester; Terceira criação (1421)
- Richard Beauchamp, 1.º Conde de Worcester (c. 1397 – 1422)

### Condes de Worcester; Quarta criação (1449)
- John Tiptoft, 1.º Conde de Worcester (c. 1427 – 1470) (alcançado em 1470)
- Edward Tiptoft, 2.º Conde de Worcester (c. 1469 – 1485) (restaurado em 1471)

### Condes de Worcester; Quinta criação (1514)
- ver Duque de Beaufort